# Кудрин, Виктор Александрович
Виктор Александрович Кудрин (16 октября 1926 — 11 января 2018) — советский и российский учёный-металлург, организатор высшего образования, ректор Московского вечернего металлургического института с 1961 г. по 1989 г. Доктор технических наук, профессор кафедры металлургии стали МВМИ. Лауреат Государственной премии СССР, премии имени И. П. Бардина, заслуженный деятель науки и техники РСФСР (1977 г.)

## Биография
Виктор Александрович Кудрин родился 16 октября 1926 года.
Трудовую деятельность начал в 17 лет в 1943 году. подручным сталеваром мартеновского цеха завода «Серп и молот». В октябре 1943 года поступил, а в июне 1948 года закончил Московский институт стали. В студенческие годы он был активным участником и старостой студенческого научного кружка, руководителями которого были доценты Е. В. Абросимов и Г. Н. Ойкс. После окончания вуза зачислен в аспирантуру кафедры металлургии стали МИС. После защиты кандидатской диссертации оставлен для работы на кафедре. В 1953—1955 гг. работал в Министерстве высшего образования СССР, в 1955 году вернулся на работу в Институт стали.
В 1961 году, в возрасте 35 лет, доцент В. А. Кудрин был назначен ректором Московского вечернего металлургического института (МВМИ) и одновременно стал работать на кафедре металлургии и электрометаллургии стали этого вуза. Ректором МВМИ был около 30 лет, до 1989 года, передав руководство вуза своему ученику Г. Н. Еланскому.
В 1966 г. В. А. Кудрин защитил докторскую диссертацию, а в 1967 году ему было присвоено учёное звание профессора, и он был избран заведующим кафедрой металлургии стали МВМИ, проработал в этой должности до 1993 г.

## Научная и педагогическая деятельность
За годы ректорства В. А. Кудрина произошло становление МВМИ как организации с хорошо поставленной учебной, учебно-методической, научной и воспитательной работой, вуз приобрёл известность в стране и за рубежом.
Создатель и идеолог комплекса основных приёмов и методов работы со студентами-вечерниками, который получил наименование «Система МВМИ». Является инициатором и автором новых учебных планов для студентов-вечерников, обеспечивших расширение профиля выпускаемых специалистов, системы организации научно-исследовательской работы студентов, обучающихся без отрыва от производства. В эти годы в институте открыты новые специальности, специализации, лаборатории, факультеты, произошло тесное сближение вуза и промышленных предприятий, научных и проектных организаций, во многих из них были созданы отделения вуза.
В. А. Кудрин, работая вначале в МИСиС, а затем в МВМИ, активно участвовал в проведении научных исследований на металлургических заводах «Серп и молот», им. Серова, «Красный Октябрь», Златоустовском, Череповецком, Кузнецком металлургических комбинатах и др. В этих исследованиях решались важные проблемы металлургии: применения кислорода и природного газа в мартеновских печах; повышения качества подшипниковых и конструкционных старей; рафинирования стали порошкообразными реагентами и газами; строения и свойств расплавленных сталей и использования этой информации для рациональной технологии выплавки; рафинирования стали от цветных металлов; конструирования водоохлаждаемых сводов дуговых печей и др.
Имеет более 70 авторских свидетельств и патентов на изобретения, является автором 300 публикаций, в том числе 10 монографий, среди них «Выплавка качественной стали в мартеновских печах», «Внепечная обработка чугуна и стали», Применение природного газа в мартеновских печах", Строение и свойства жидкого металла — технология плавки — качество стали", «Водоохлаждаемые своды электродуговых печей», «Рафинирование стали порошками в печи и ковше» и др.
В. А. Кудрин является автором ряда учебников для вузов. Это «Металлургия стали» (2 издания, учебник переведён на английский и испанский языки), «Общая металлургия» (6 изданий, перевод на испанский, четвёртое издание отмечено Государственной премией СССР), «Внепечная обработка стали». Им подготовлены более ста инженеров, около сорока докторов и кандидатов технических наук.
Был членом Совета по научной работе студентов СССР и РСФСР, членом экспертного совета по металлургии ВАК СССР, членом НТС Минчермета СССР, членом советов ГКНТ СССР и Миннауки РФ, редколлегий журнала «Сталь» и реферативного журнала «Металлургия», диссертационных советов при МИСиС и МВМИ, председателем Головного совета по металлургии Минвуза РСФСР, являлся народным депутатом нескольких созывов.

## Основные работы

### Монографии
- Козлов Л. И., Левитин С. С., Курочкин Б. Н., Черненко М. А., Кудрин В. А. Применение природного газа в мартеновских печах. М.: Металлургиздат, 1962.
- Кудрин В. А. Выплавка качественной стали в мартеновских печах. М.: Металлургия, 1970.
- Кудрин В. А., Парма В. М. Технология получения качественной стали. М.: Металлургия, 1984.
- Еланский Г. Н., Кудрин В. А. Строение и свойства жидкого металла. Технология плавки — качество стали. М.: Металлургия, 1984.
- Кудрин В. А., Сосонкин О. М. Водоохлаждаемый свод электродуговой печи. М.: Металлургия, 1985.
- Смирнов Н. А., Кудрин В. А. Рафинирование стали продувкой порошками в печи и в ковше. М.: Металлургия, 1986.
- Совершенствование и модернизация технологий сталеплавильного производства: моногр./под ред. проф. В. А. Кудрина. М., 2011.

### Учебники и учебные пособия
- Кудрин В. А. Теория и технология производства стали: учеб. для вузов. М.: Мир, 2003.
- Воскобойников В. Г., Кудрин В. А., Якушев А. М. Общая металлургия. учеб. для вузов. Шесть изданий. М.: Металлургия, 1967, 1973, 1979, 1985, 2000, 2002.
- Кудрин В. А. Внепечная обработка чугуна и стали. М.: Металлургия, 1992.
- Кудрин В. А. Металлургия стали: учеб. для вузов. Два издания. М.: Металлургия, 1981, 1989.
- Вишкарев А. Ф., Кудрин В. А., Поволоцкий Д. Я. Внепечная обработка стали: учеб. для вузов. М.: МИСиС, 1995.
- Кудрин В. А. Ресурсосбережение в металлургии и проблемы охраны природы. М.: МГВМИ, 2000.
- Кудрин В. А., Шишимиров В. А. Технологические процессы производства стали. Ростов-на-Дону: Феникс, 2017.

## Награды и премии
В. А. Кудрин — лауреат Государственной премии СССР и премии имени академика И. П. Бардина, заслуженный деятель науки и техники Российской Федерации, почётный металлург Российской Федерации. Награждён орденами Трудового Красного Знамени, «Знак Почёта», медалью «За доблестный труд в Великой Отечественной войне», четырьмя другими медалями, а также рядом отраслевых наград и почётных грамот.